# ألساندرو بيستوني
ألساندرو بيستوني (بالإيطالية: Alessandro Pistone)، (مواليد 27 يوليو 1975 في ميلانو)، لاعب كرة قدم إيطالي.
بدأ مسيرته الكروية مع نادي سولبياتيزي في موسم 1993/1994، ولعب معهم 20 مباراة وسجل هدف واحد، وفي موسم 1994/1995 لعب مع نادي كريفالكوري، ولعب معهم 29 مباراة وسجل 4 أهداف، وفي موسم 1995/1996 لعب مع نادي فيتشينزا، وشارك معهم في 6 مباريات، وفي موسم 1996/1997 انتقل إلى نادي الإنتر، ولعب معهم 45 مباراة وسجل هدف واحد، وفي عام 1997 انتقل إلى نادي نيوكاسل يونايتد الإنجليزي، ولعب معهم حتى عام 2000، وشارك معهم في 46 مباراة وسجل هدف واحد، ومنذ عام 2000 وهو يلعب مع نادي إيفرتون الإنجليزي.

## روابط خارجية
- ألساندرو بيستوني على موقع الاتحاد الدولي (مؤرشف)  (الإنجليزية)
- ألساندرو بيستوني على موقع قاعدة بيانات كرة القدم.إي يو (الإنجليزية)
- ألساندرو بيستوني على موقع Soccerbase.com (لاعب) (الإنجليزية)
- ألساندرو بيستوني على موقع Soccerway.com (الإنجليزية)
- ألساندرو بيستوني على موقع عالم كرة القدم.نت (الإنجليزية)
- ألساندرو بيستوني على موقع كووورة
- ألساندرو بيستوني على موقع أوليمبيديا (الإنجليزية)